# بیابان اردوس

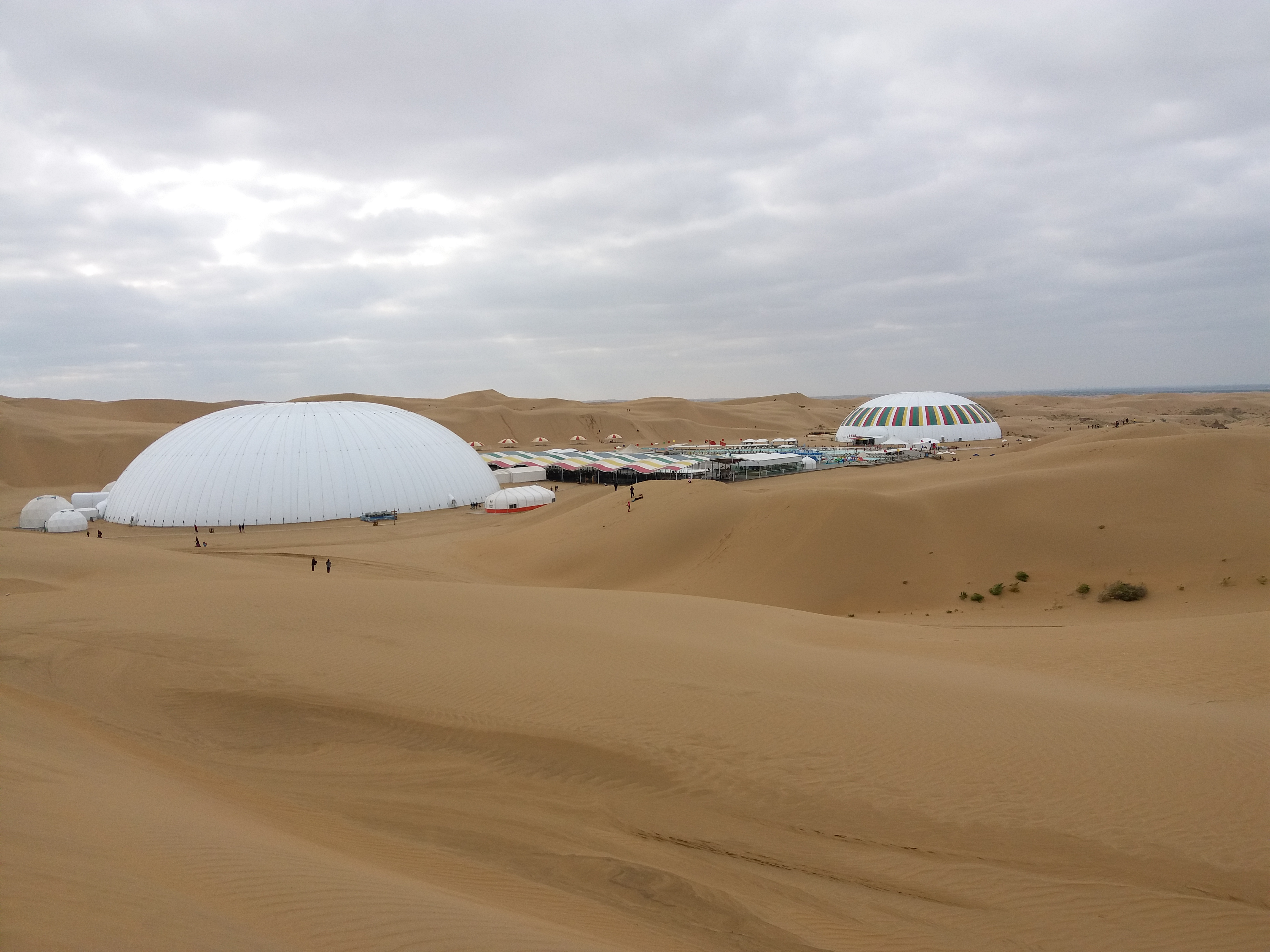
شیانگ شاوان (响沙湾)، یک جاذبه گردشگری کویری در کویر اردوس

منطقه اوردوس

بیابان اردوس یک منطقه بیابانی / استپی در شمال غربی چین است که جزوی از استان اوردوس شهر در منطقه خودمختار مغولستان داخلی (مرکز حدوداً).۳۹° شمالی ۱۰۹° شرقی / ۳۹°شمالی ۱۰۹°شرقی) به‌شمار می‌آید. مساحت آن تقریباً ۹۰٬۶۵۰ کیلومتر مربع (۳۵٬۰۰۰ مایل مربع) و شامل دو بیابان فرعی است: هفتمین صحرای بزرگ چین، صحرای Kubuqi، در شمال. و هشتمین بیابان بزرگ چین، صحرای مو اوس، در جنوب. خاک صحرای اوردوس که بین منطقه قابل کشت هتائو در شمال و فلات لس در جنوب قرار دارد، عمدتاً مخلوطی از خاک رس خشک و ماسه است و در نتیجه برای کشاورزی مناسب نیست.

## محل
بیابان اردوس تقریباً به‌طور کامل در باختر، شمال و خاور توسط یک خم مستطیل‌شکل بزرگ از رودخانه زرد میانی به نام حلقه اوردوس احاطه شده‌است. رشته کوه‌ها بیابان اردوس را از صحرای گبی در شمال و شرق رودخانه زرد جدا می‌کند. زنجیره‌های کوهستانی که اردوس را از گبی مرکزی در شمال خم بزرگ رودخانه زرد جدا می‌کند عبارتند از: کارا-نارین-اولا، شیتنولا و کوه‌های یین که به انتهای جنوبی کوه‌های خینگان بزرگ متصل می‌شوند..  در جنوب و شرق، دیوار بزرگ چین، اردوس را از زمین‌های حاصلخیز لس جدا می‌کند. اردوس بخش جنوبی مغولستان داخلی، منطقه خودمختار چین نینگ شیا، یک نهاد خودمختار چین؛ و استان‌های شانشی و گانسو چین را پوشش می‌دهد.

## آب و هوا
این بیایان کمتر از ۲۵۰ میلی‌متر بارندگی سالانه دریافت می‌کند که بیشتر آن به صورت رعد و برق تابستانی است. این منطقه دارای دریاچه‌های نمک فراوان و نهرهای متناوب است. زمستان‌ها سرد است و بادهای سردی از شمال و غرب به منطقه می‌وزد و دمای ژانویه از −۱۳ تا −۱۰ درجه سلسیوس (۹ تا ۱۴ درجه فارنهایت) متغیر است.